# История на Океания
Историята на Океания е история на народите населяващи Австралия, Нова Зеландия, Папуа Нова Гвинея, Фиджи и другите островни държави в най-големия океан в световен мащаб – Тихия океан.

## Праистория
Предполага се, че остров Нова Гвинея и близките до него острови от Меланезия са заселени от пришълци от Южна Азия, които преплуват дотам преди 30 – 50 хил. години.
Около преди 2 – 4 хил. години е заселени голяма част от островите Микронезия и Полинезия.
Процесът на колонизация и заселване по островите приключва някъде около 1200 г. В началото на XVI век народите в Океания преживяват период на разпадане на първобитнообщинния строй и преминават към по-нови класови общества. Активно развиват животновъдство, земеделие, мореплаване и обработка на суровини, както и техен добив и търсене.

## Европейски експедиции
Океания е известна на европейците още от 16 век когато Фернандо магелан прави своето околосветско пътешествие. Тогава той открива Марианските острови и още няколко по малки.

## Колониален период
Британците тръгват към Океания с цел колонизация през края на 18 и началото 19 век. В Австралия те стъпват през 1788 г., Нова Зеландия през 1840 и Фиджи през 1872 г., като с това Океания става част от Британската империя. Други европейски сили контролират също части от Океания. Това са Франция с Нова Каледония от 1853 и Полинезия от 1889, германците в Нова Гвинея през 1884 г., и Самоа през 1900. Съединените щати с Бейкър и Остров Хауланд през 1857 г., и с Хавайските острови на територията на САЩ от 1898. Сред последните острови които са колонизирани са Тонга и Ниуе (1900) и Мануа (1904).

## 20 век

### Първа световна война
През периода на първата световна война Океания е колониална и няма самостоятелни държави. До началото на Първата световна война Германия владее голяма част от островите и Китай. Другата част се разпределя между Великобритания, Нидерландия и Франция
През август 1914 година страните от Антантата (преди всичко Англия) успяват да убедят Япония да воюва против Германия, не зачитайки това, че тези две страни не са имали съществени конфликти. На 15 август Япония поставя на Германия ултиматум, че трябва да изведе войските си от Китай, а на 23 август обявява война на европейската държава. В края на август японската войска започва обсадата на Циндао, единствената немска военноморска база в Китай, завършила на 7 ноември с капитулацията на германския гарнизон.
През септември-октомври Япония активно пристъпва към превземане на островните колонии и бази на Германия (Германска Микронезия и Германска Нова Гвинея). На 12 септември са завзети Каролинските острови, а на 29 – Маршаловите острови. През октомври японците нахлуват на Каролинските острови и превземат ключовото пристанище Рабаул. Германска Самоа е окупирана от новозеландски части в края на август. Австралия и Нова Зеландия сключват с японците договор за разделяне на германските колонии, като за това е признат за линия на интересите екватора. Силите на немците в района са незначителни и бързо отстъпват пред японците, тъй че военните действия не са съпроводени от големи жертви.

### Втора световна война
По време на Втората световна война в Океания се водят важни военни действия, най-вече между воюващите страни – Япония и Съединените щати. Папуа Нова Гвинея е един от основните бойни полета. Нова Зеландия и Австралия изпращат войски в Тихия океан и европейските бойни полета на страната на Великобритания. Някои от най-известните бойни полета са Соломоновите острови, Палау и въздушните бомбардировки на Дарвин, Битката за Кокоду, и кампанията Борнео.

## Океания
В политико-географско отношение Океания е представена от над 20 независими страни и владения. В социално-икономическо отношение рязко се отличават развитите Австралия и Нова Зеландия, чието население е предимно от преселили се тук европейци.
| Държави и зависими територии     | Площ (км2) | Население  | Гъстота на населението (д/ км2) | Столица             | ISO 3166 – 1 |
| -------------------------------- | ---------- | ---------- | ------------------------------- | ------------------- | ------------ |
| Австралазия                      |            |            |                                 |                     |              |
| Австралия                        | 7 686 850  | 22 028 000 | 2.7                             | Канбера             | AU           |
| Нова Зеландия                    | 268 680    | 4 108 037  | 14.5                            | Уелингтън           | NZ           |
| Зависими територии на Австралия: |            |            |                                 |                     |              |
| Коралови острови                 | 3          |            |                                 |                     |              |
| Норфолк                          | 35         | 1866       | 53.3                            | Кингстън            | NF           |
| Меланезия                        |            |            |                                 |                     |              |
| Индонезия (част от Океания)      | 499 852    | 4 211 532  | 8.4                             | Джакарта            | ID           |
| Фиджи                            | 18 270     | 856 346    | 46.9                            | Сува                | FJ           |
| Нова Каледония (Франция)         | 19 060     | 240 390    | 12.6                            | Нумеа               | NC           |
| Папуа Нова Гвинея                | 462 840    | 5 172 033  | 11.2                            | Порт Морсби         | PG           |
| Соломонови острови               | 28 450     | 494 786    | 17.4                            | Хониара             | SB           |
| Вануату                          | 12 200     | 240 000    | 19.7                            | Порт Вила           | VU           |
| Микронезия                       |            |            |                                 |                     |              |
| Микронезия                       | 702        | 135 869    | 193.5                           | Паликир             | FM           |
| Гуам (САЩ)                       | 549        | 160 796    | 292.9                           | Хагатна             | GU           |
| Кирибати                         | 811        | 96 335     | 118.8                           | Южна Тарауа         | KI           |
| Маршалови острови                | 181        | 73 630     | 406.8                           | Маджуро             | MH           |
| Науру                            | 21         | 12 329     | 587.1                           | Ярен (де факто)     | NR           |
| Северни Мариански острови (САЩ)  | 477        | 77 311     | 162.1                           | Сайпан              | MP           |
| Палау                            | 458        | 19 409     | 42.4                            | Нгерулмуд           | PW           |
| Уейк (САЩ)                       | 2          |            |                                 | Уейк                | UM           |
| Полинезия                        |            |            |                                 |                     |              |
| Американска Самоа (САЩ)          | 199        | 68 688     | 345.2                           | Паго Паго, Фагатого | AS           |
| Острови Кук (Нова Зеландия)      | 240        | 20 811     | 86.7                            | Аваруа              | CK           |
| Великденски остров (Чили)        | 164        | 3791       | 23.1                            | Ханга Роа           | CL           |
| Френска Полинезия (Франция)      | 3961       | 257 847    | 61.9                            | Папеете             | PF           |
| Хаваи (САЩ)                      | 28 311     | 1 283 388  | 72.8                            | Хонолулу            | US           |
| Ниуе (Нова Зеландия)             | 260        | 2134       | 8.2                             | Алофи               | NU           |
| Питкерн (Обединено кралство)     | 5          | 47         | 10                              | Адамстаун           | PN           |
| Самоа                            | 2944       | 179 000    | 63.2                            | Апия                | WS           |
| Токелау (Нова Зеландия)          | 10         | 1431       | 143.1                           | —                   | TK           |
| Тонга                            | 748        | 106 137    | 141.9                           | Нуку'алофа          | TO           |
| Тувалу                           | 26         | 11 146     | 428.7                           | Фунафути            | TV           |
| Уолис и Футуна (Франция)         | 274        | 15 585     | 56.9                            | Мата-Уту            | WF           |
| Общо                             | 8 768 171  | 39 698 243 | 4.3                             |                     |              |
| Без континента Австралия         | 1 081 015  | 13 560 340 | 13.2                            |                     |              |